# Meeresspiegelanstieg seit 1850

Meeresspiegelbeobachtungen seit 1880.

Seit der Mitte des 19. Jahrhunderts ist – global betrachtet – ein deutlicher Meeresspiegelanstieg zu beobachten, der von 1901 bis 2018 bei etwa 20 cm (±5 cm) gelegen hat. In den vergangenen Jahrzehnten ist zudem eine Beschleunigung zu beobachten: Der durchschnittliche Anstieg des Meeresspiegels im Zeitraum von 1901 bis 1971 wird im Sechsten Sachstandsbericht des IPCC mit 1,3 mm/Jahr angegeben, im Zeitraum 1971 bis 2006 waren es 1,9 mm/Jahr, zwischen 2006 und 2018 3,7 mm/Jahr.
Hauptursache, mindestens seit 1971, ist der anthropogene Klimawandel. Der Meeresspiegelanstieg beruht im Wesentlichen auf zwei Phänomenen der Erderwärmung: Die Erwärmung der Ozeane führt zur Ausdehnung des Wassers, die gestiegenen Lufttemperaturen zum Abschmelzen von Gletschern und Eisschilden, wodurch Wasser vom Festland in die Ozeane gelangt. Die globale Erwärmung ist vor allem Folge der seit Beginn der Industrialisierung durch Nutzung von fossilen Energieressourcen sowie nicht-nachhaltiger Forst- und Landwirtschaft emittierten Treibhausgase. Durch die bereits erfolgten Treibhausgasfreisetzungen werden die Meeresspiegel noch auf Jahrhunderte weiter ansteigen, die Höhe des Anstieges ist abhängig von der Menge der freigesetzten Treibhausgase: Bis 2100 kommen gegenüber dem Meeresspiegel 1995–2014 in Szenarien mit niedrigen Treibhausgasemissionen wahrscheinlich noch 28–55 cm Meeresspiegelanstieg hinzu, in Szenarien mit hohen Treibhausgasemissionen 63–101 cm.
Wenn die globale Erwärmung auf unter 1,5 °C begrenzt wird, könnte der Meeresspiegel in den nächsten 200 Jahren noch um etwa 2–3 m ansteigen, bei Einhaltung des Zwei-Grad-Ziels 2–6 m. Bei sehr hohen Treibhausgasemissionen kann nicht ausgeschlossen werden, dass der Meeresspiegel bis 2100 um 2 m steigt, bis 2300 um 15 m. Es gibt Hinweise darauf, dass bei einer anhaltenden Erwärmung um 2 °C bis 3 °C der grönländische und der westantarktische Eisschild fast vollständig und unwiederbringlich im Verlauf einiger tausend Jahre abschmelzen und einen Meeresspiegelanstieg um mehrere Meter verursachen.
Der Meeresspiegelanstieg bedroht besonders Inselstaaten und Länder mit breiter Küstenfläche sowie einem tief liegenden Hinterland, etwa Bangladesch und die Niederlande. Dabei sind ärmere Staaten deutlich mehr gefährdet als wohlhabende Industriestaaten, die sich kostspielige Küstenschutzmaßnahmen leisten können. Effektiver Küstenschutz kostet deutlich weniger – in den meisten Fällen weniger als 0,1 % des BIP – als die Beseitigung der Schäden, die aus Inaktivität resultieren.

## Erdgeschichtlicher Rückblick

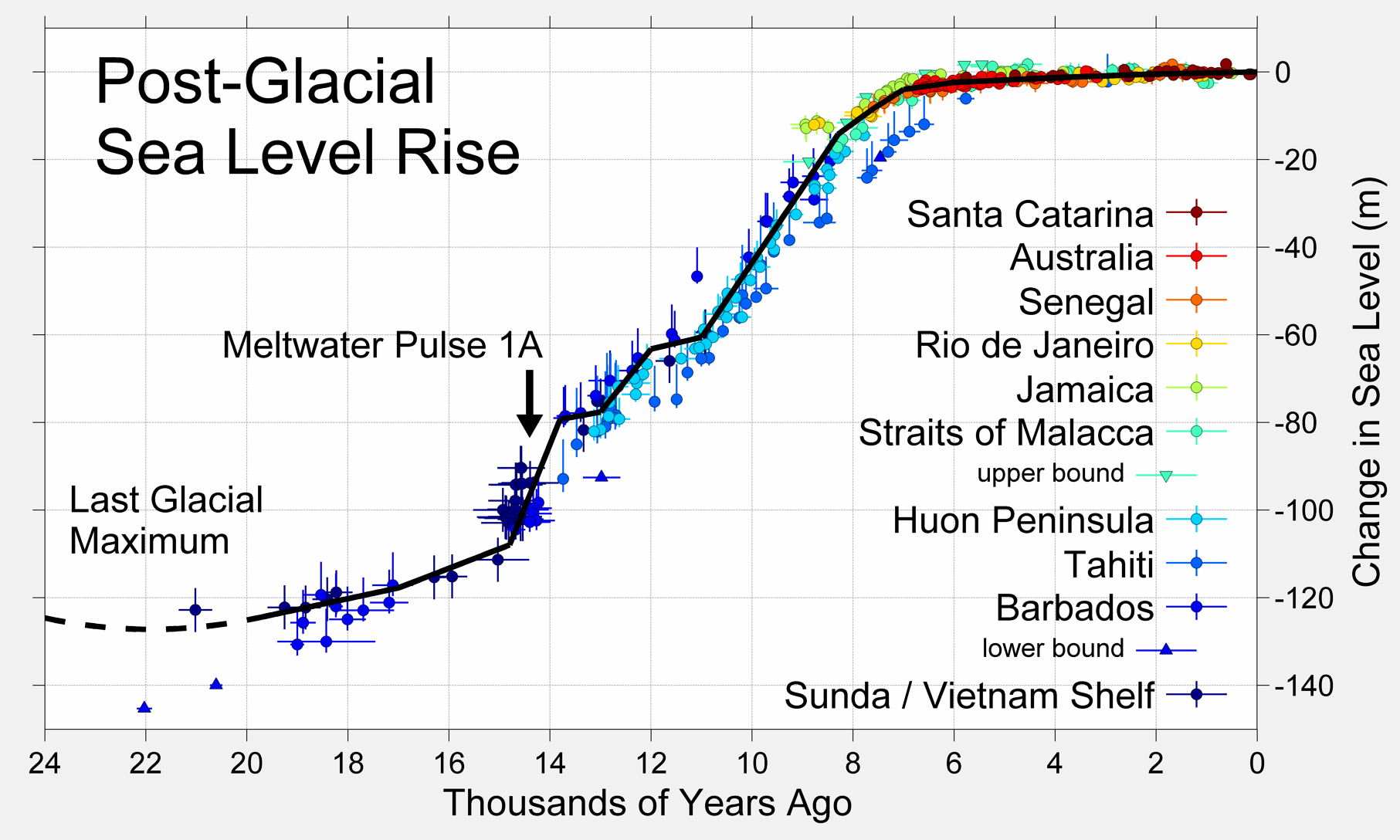
Meeresspiegel-Anstieg der letzten 24.000 Jahre: Besonders vermerkt ist der „Schmelzwasserpuls 1A“, eine kurze Übergangsphase zur heutigen Warmzeit, in der der Meeresspiegel um 4–5 cm/Jahr stieg

In der erdgeschichtlichen Vergangenheit gab es immer wieder enorme Schwankungen des Meeresspiegels. Dabei besteht oft ein enger Zusammenhang zwischen der globalen Temperatur und dem Meeresspiegel (siehe → Eustasie). Über geologische Zeiträume ist eine Änderung der globalen Durchschnittstemperatur um 1 K mit einem Anstieg bzw. einem Absinken des Meeresspiegels um 10 bis 20 m verbunden.
Zum letzten Mal war die Erde im Warmklima des Paläogens vor etwa 35 Millionen Jahren im Wesentlichen frei von größeren polaren Eiskappen. Der Meeresspiegel war damals knapp 70 m höher als heute. Am Eozän-Oligozän-Übergang verstärkte sich der im Mittleren Eozän beginnende weltweite Abkühlungstrend und führte zu ersten Vergletscherungen in der Antarktis. Im Pliozän vor etwa 3 Millionen Jahren war die Arktis großteils noch eisfrei beziehungsweise lediglich von kleineren Eiskappen bedeckt, deren Umfang und Volumen jedoch nicht genau bekannt sind. Das globale Klima lag über weite Teile der Epoche rund 2 bis 3 K über den vorindustriellen Temperaturwerten, mit einem entsprechend höheren Meeresspiegel von 15 bis 25 m über dem gegenwärtigen Niveau. Während des letzten Interglazials, der Eem-Warmzeit vor etwa 126.000 bis 115.000 Jahren, waren die Sommertemperaturen in der nördlichen Hemisphäre etwa 2 K wärmer als im vorindustriellen Vergleichszeitraum (auf Grönland sogar 5 K).
Die meisten neueren Studien gehen davon aus, dass in der Eem-Warmzeit der Meeresspiegel etwa 6 bis 9 m über dem heutigen Niveau lag. Davon entfiel auf den Grönländischen Eisschild ein Schmelzwasseranteil von ungefähr 1,5 bis 2,5 m, der Rest verteilte sich auf die Reduzierung der westantarktischen Eisbedeckung sowie auf die thermische Ausdehnung des Meerwassers und das Abschmelzen von Gebirgsgletschern. Demnach verlor der Grönländische Eisschild in diesem Zeitraum 20 bis 30 % seiner Masse, wobei einzelne Studien höhere Werte ansetzen und eine Abnahme bis zu 60 % veranschlagen.

Paläogeographische Darstellung der Nordsee vor etwa 9000 Jahren (nach Ende der Weichsel-Kaltzeit)

Auf dem Höhepunkt der sich anschließenden Kaltzeit (Letzteiszeitliches Maximum) vor etwa 20.000 Jahren lag der Meeresspiegel um 120 m tiefer und die globale Durchschnittstemperatur im Vergleich zur vorindustriellen Epoche rund 6 K niedriger. Am Übergang zur gegenwärtigen Warmzeit, dem Holozän, stieg der Meeresspiegel im Laufe mehrerer Jahrtausende sehr rasch an. Vor etwa 8000 Jahren verlangsamte sich der Anstieg, und vor etwa 3000 Jahren pendelte dich der Meeresspiegel auf ein nahezu gleichbleibendes Level ein. Fluktuationen des Meeresspiegels aufgrund relativ geringfügiger Schwankungen des globalen Klimas sowie postglazialer Landhebungen oder -senkungen lagen im jüngeren Holozän im Bereich von maximal 25 cm innerhalb weniger hundert Jahre.

## Anstieg seit Beginn der Industrialisierung
Nach dem Beginn des Industriezeitalters und mit steigenden Treibhausgasemissionen setzte zwischen 1820 und 1860 ein anhaltender Meeresspiegelanstieg ein. Messungen an Pegelstationen und, seit 1992, Satellitenaltimetrie zeigen für den Zeitraum 1901–2018 einen Anstieg um 20 ±5 cm. Addiert man den geschätzten Beitrag verschiedener Komponenten des Meeresspiegelanstiegs – thermische Ausdehnung des Wassers, das Schmelzen von Gletschern und Eisschilden und Änderungen der landbasierten Wasserspeicher (z. B. Grundwasser, Stauseen) – dann betragen diese in Summe 16,5 cm (11,6 cm – 21,2 cm), im Rahmen des Unsicherheitsbereichs konsistent mit dem beobachteten Anstieg.
Der Meeresspiegelanstieg beschleunigt sich seit den späten 1960er-Jahren: Der durchschnittliche Anstieg des Meeresspiegels im Zeitraum von 1901 bis 1971 wird im Sechsten Sachstandsbericht des IPCC mit 1,3 mm/Jahr angegeben, im Zeitraum 1971 bis 2006 waren es 1,9 mm/Jahr, zwischen 2006 und 2018 3,7 mm/Jahr. Die Beschleunigung für den Zeitraum 1971–2018 wurde auf 0,075 mm/Jahr² geschätzt, im Zeitraum 1993–2018 hat auch die Beschleunigung selbst zugenommen, auf geschätzte 0,094 mm/Jahr².
Der Meeresspiegelanstieg im 20. Jahrhundert verlief schneller als in jedem anderen Jahrhundert der letzten 3000 Jahre. Im Nordatlantik nahm der Meeresspiegel schon im 19. Jahrhundert rascher zu als in vorindustrieller Zeit.
Der Anstieg fällt regional unterschiedlich deutlich aus. Zwar stieg der Meeresspiegel zwischen 1992 und 2018 auf 98 % der Meeresoberfläche an, jedoch mit uneinheitlicher Beschleunigung. Regionale Abweichungen vom mittleren Meeresspiegelanstieg sind vor allem auf Abweichungen von Driftströmungen, unterschiedliche Süßwassereinträge und die räumliche Variabilität atmosphärischen Wärmetransports zurückzuführen. In Regionen, die während der letzten Kaltzeit von Eisschilden bedeckt waren, spielt auch postglaziale Landhebung eine Rolle. Manche Städte und Flussdeltas sind vom Absinken durch Grundwasserentnahme, Extraktion fossiler Brennstoffe oder neue Staudämme betroffen. Das Abschmelzen der Eisschilde in Arktis und Antarktis bedeutet Massenverlagerungen, die das Geoid ändern: Die Gravitationskraft, die die Eisschilde auf das Meerwasser ausüben, nimmt ab und dadurch steigt der Meeresspiegel in niedrigen Breiten rascher als in hohen.

## Ursachen
Der sechste Sachstandsbericht des IPCC aus dem Jahr 2023 gibt als Hauptursache des beschleunigt ansteigenden Meeresspiegels die menschengemachte globale Erwärmung an. Auf die Wärmeausdehnung der Ozeane war fast die Hälfte des Anstiegs der letzten Dekaden zurückzuführen, die Gletscherschmelze trug zu etwa einem Fünftel bei, das Schmelzen des grönländischen Eisschildes zu etwa 15 %, das des antarktischen Eisschildes zu knapp 9 %. Nahm bis in die 1960er-Jahre die Speicherung von Wasser an Land – im Grundwasser oder in Stauseen – noch zu, so kehrte sich dies ab 1970 um, und der Eintrag von Süßwasser ließ den Meeresspiegel ebenfalls steigen.
| Quelle                         | 1901–1990      | 1901–1990 | 1901–1990      | 1993–2018      | 1993–2018 | 1993–2018      |
| Quelle                         | Beitrag gesamt | Anteil    | jährl. Beitrag | Beitrag gesamt | Anteil    | jährl. Beitrag |
| ------------------------------ | -------------- | --------- | -------------- | -------------- | --------- | -------------- |
| Wärmeausdehnung der Meere      | +31,6 mm       | +31,9 %   | +0,36 mm/a     | +32,7 mm       | +45,9 %   | +1,31 mm/a     |
| Gletscherschmelze              | +51,8 mm       | +52,3 %   | +0,58 mm/a     | +13,8 mm       | +19,4 %   | +0,55 mm/a     |
| Grönländischer Eisschild       | +29,0 mm       | +29,3 %   | +0,33 mm/a     | +10,8 mm       | +15,2 %   | +0,43 mm/a     |
| Antarktischer Eisschild        | +00,4 mm       | +00,4 %   | +0,00 mm/a     | +06,1 mm       | +08,6 %   | +0,25 mm/a     |
| landbasierte Wasserspeicherung | −13,8 mm       | −13,9 %   | −0,15 mm/a     | +07,8 mm       | +10,9 %   | +0,31 mm/a     |

Das Schmelzen im Salzwasser schwimmender Eisberge und von Meereis trägt nur wenig zur Erhöhung des Meeresspiegels bei. Schmölze alles heute schwimmende Eis, stiege der Meeresspiegel um etwa 4 cm an. – Im salzigen Meer schwimmendes Eis enthält näherungsweise kein Salz, mitunter eingeschlossene Salzlauge wird sogar ausgeschieden. Eis, das in Süßwasser zuerst schwimmt und dann schmilzt, erhöht den Wasserspiegel gemäß dem Auftrieb nach Archimedes nicht, sofern die Temperatur des flüssigen Wassers gleich bleibt. Das Schmelzen von schwimmendem (salzfreiem!) Eis im Salzwasser erhöht aber den Meeresspiegel, wenn auch in relativ geringem Maße: Das Meerwasser weist eine um etwa 2,6 % höhere Dichte auf als salzfreies Wasser. Ein schwimmender Eisblock von 1 Tonne verdrängt genau 1 Tonne Meerwasser, das aber nur ein Volumen von etwa 0,975 m³ einnimmt. Schmilzt derselbe Eisblock und mischt sich bei 4 °C mit dem Meerwasser, vergrößert er dessen Volumen aber auf 1 m³. Das Meeresvolumen steigt deshalb um 2,6 % des Volumens des zuvor vom Eis verdrängten Wassers.

## Künftiger Anstieg
Dieser Abschnitt behandelt den Anstieg des Meeresspiegels im globalen Mittel (englisch global mean sea level, GMSL).  Zu beachten ist, dass sich der Anstieg nicht überall auf der Welt gleichförmig bemerkbar machen wird. So werden beispielsweise aufgrund eustatischer Schwankungen für den Nordpazifik und die US-Küste deutlich höhere Werte als im weltweiten Durchschnitt angenommen.

### 21. und 22. Jahrhundert

#### Sechster Sachstandsbericht des IPCC (2021)

Meeresspiegelanstieg bis 2150 in unterschiedlichen Szenarien (SSP), mit Bereichen mittleren Vertrauens:
SSP1-1.9: Der 1,5 Grad Weg
SSP1-2.6: Der 2 Grad Weg
SSP2-4.5: Der Mittelweg
SSP3-7.0: Der konfliktreiche Weg
SSP5-8.5: Der fossile Weg
Obere Grenze des Meeresspiegelanstieg, mit geringem Vertrauen:

Der 2021 veröffentlichte sechste Sachstandsbericht des Intergovernmental Panel on Climate Change (IPCC) erwartet bis zum Jahr 2050 gegenüber dem Zeitraum 1995–2014 einen weiteren Anstieg des Meeresspiegels um etwa 20 cm. Dieser Wert ist kaum abhängig von den Szenarien, gemäß derer sich die Treibhausgasemissionen in den nächsten Jahrzehnten entwickeln (→ Shared Socioeconomic Pathway).
Nach 2050 weichen die Projektionen zunehmend voneinander ab: In einem nachhaltigen Szenario mit geringen Emissionen und Einhaltung des 1,5-Grad-Ziels ist bis 2100 ein Anstieg um 44 cm (32–62 cm) gegenüber dem Mittel des Zeitraums 1995–2014 wahrscheinlich. Dabei sind nur solche Prozesse berücksichtigt, für die der IPCC mit mindestens mittlerem Vertrauen den Beitrag zum Meeresspiegelanstieg projizieren kann. Bei Einhaltung des Zwei-Grad-Ziels sind bis 2100 51 cm (40–69 cm) wahrscheinlich. Bei einem Szenario mit hohen Emissionen wird der Meeresspiegel wahrscheinlich um 77 cm (63–101 cm) ansteigen. Die Projektionen für Szenarien mit hohen Emissionen stimmen in etwa mit dem Anstieg überein, der zu erwarten ist bei einer Fortschreibung des mit Satellitenmessungen ermittelten Anstiegs, einschließlich von dessen Beschleunigung. Bei strengerem Klimaschutz würde die Beschleunigung künftig abnehmen.
Eine Bewertung eines Anstiegs als „wahrscheinlich“ bedeutet auch, dass mit einem Drittel Wahrscheinlichkeit der Anstieg außerhalb des angegebenen Bereichs liegt (→ Behandlung von Unsicherheit im IPCC-Prozess). Für die Planung von Infrastruktur an Küsten muss dementsprechend mit einer Wahrscheinlichkeit von etwa 16 % mit einem noch größeren Anstieg gerechnet werden. Hinzu kommt: Das IPCC berücksichtigt nur Prozesse, für die es mit mindestens mittlerem Vertrauen den Beitrag zum Meeresspiegelanstieg projizieren kann. Unberücksichtigte Prozesse, die beispielsweise die polaren Eisschilde destabilisieren, können in Szenarien mit hohen Emissionen bis 2100 zu einem noch um mehrere Dezimeter höheren Meeresspiegel führen.
Da der Zeithorizont einiger Infrastrukturprojekte an der Küste über das Jahr 2100 hinausreicht, gibt der sechste Sachstandsbericht auch Meeresspiegelprojektionen bis 2150 an. Unter der Annahme, dass bis dahin Eismassen der Eisschilde nicht beschleunigt ins Meer fließen, führen bei strengem Klimaschutz Prozesse, für die mindestens ein mittleres Vertrauen besteht, zu einem Anstieg von 0,5–1,0 m, bei hohen Emissionen 1,0–1,9 m. Unter Berücksichtigung von nur mit geringem Vertrauen abbildbaren Prozessen ist selbst ein Anstieg um mehr als 5 m bis 2150 nicht ausgeschlossen.

#### Frühere Berichte

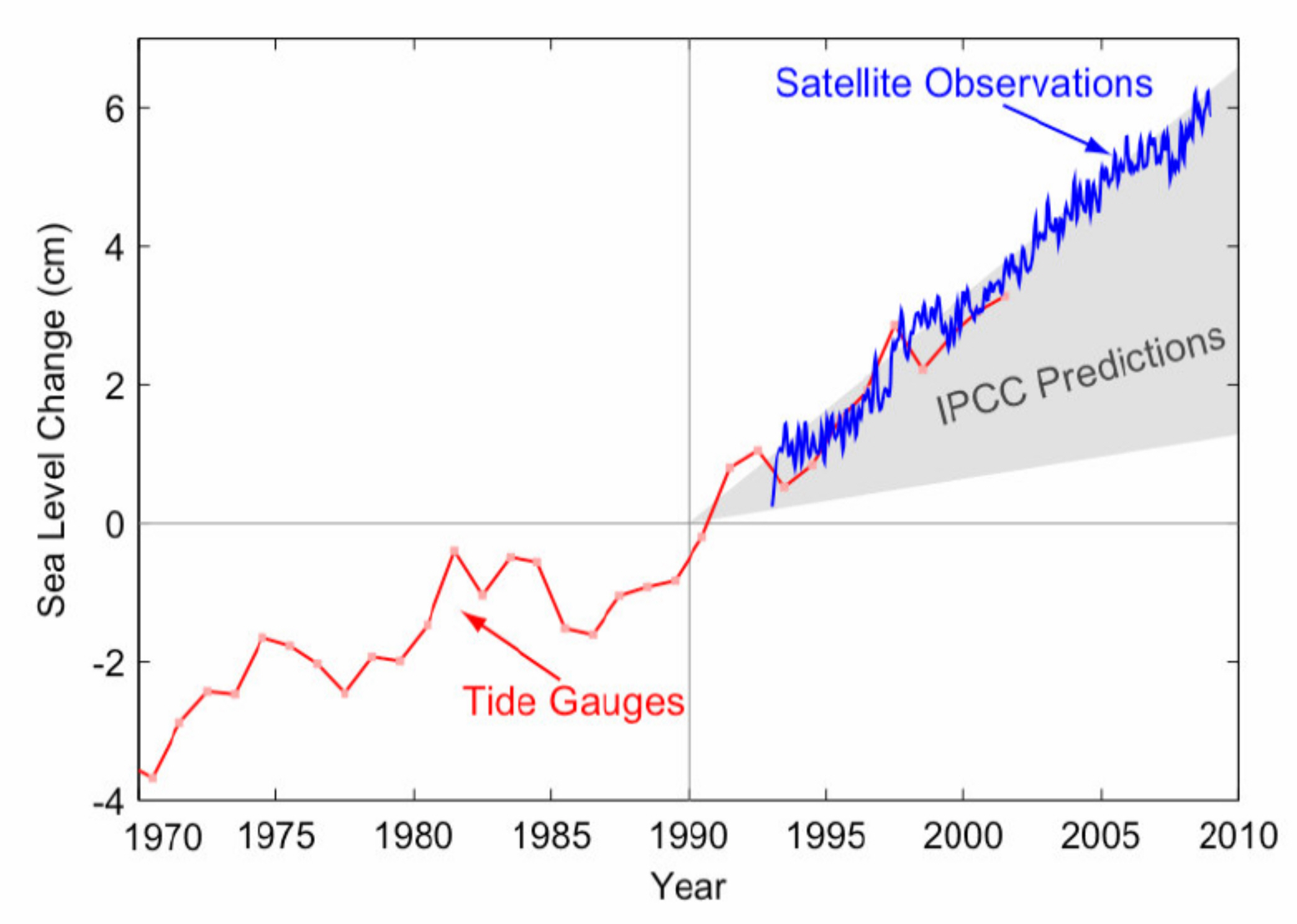
Vergleich des gemessenen Meeresspiegelanstiegs von 1970 bis 2010 mit den Projektionen des IPCC seit 1990 aus dem Dritten Sachstandsbericht: Die Realität bewegte sich am oberen Ende der damaligen IPCC-Szenarien

Nach verschiedenen Szenarien des IPCC, veröffentlicht 2007 in seinem Vierten Sachstandsbericht, könnte sich bis zum Zeitraum 2090–2099 der Meeresspiegel im Vergleich mit dem Zeitraum 1980–1999 im globalen Mittel zwischen 18 cm und 59 cm erhöhen. Diese Abschätzung schloss dynamisches Verhalten von Eisschilden aus, welches zum Zeitpunkt der Erstellung dieses Berichtes als unverstanden galt.
Im fünften Sachstandsbericht des IPCC aus dem Jahr 2013 wurde das dynamische Verhalten von Eisschilden erstmals berücksichtigt und die Schätzung angehoben. Je nach Szenario wird hier ein Anstieg zwischen 26 und 98 cm erwartet. Im „Business As Usual-Szenario“ RCP 8,5 (→ repräsentativer Konzentrationspfad) steigt die im Zeitraum 2081–2100 erwartete jährliche Anstiegsrate auf 8–16 mm.
Die Projektionen des IPCC zum Meeresspiegelanstieg werden als konservativ angesehen. Generell liegen die in den IPCC-Berichten angegebenen Bereiche wahrscheinlichen Meeresspiegelanstiegs unter den oberen Schätzwerten vieler Einzelstudien, die für Szenarien mit hohen Emissionen Werte von bis zu deutlich mehr als einem Meter ergeben:
So deuteten Publikationen aus den Jahren 2015 und 2016 darauf hin, dass die Prognosen des Meeresspiegelanstieges durch den IPCC im fünften Sachstandsbericht wahrscheinlich zu konservativ kalkuliert waren und der Meeresspiegelanstieg stärker ausfallen könnte. Beispielsweise publizierte eine Gruppe um den Klimatologen James E. Hansen im Jahr 2015 eine Arbeit, in der auf exponentiell verlaufende Dynamiken verwiesen wird, die bereits für das Jahr 2050 einen Meeresspiegelanstieg um mehr als 1 m erwarten lassen.  Beim National Climate Assessment vom Mai 2014, das die Folgen des Klimawandels für die USA zusammenfasst, wird bis zum Ende des 21. Jahrhunderts ein Meeresspiegelanstieg um 30 bis 122 cm im Vergleich zum vorindustriellen Wert erwartet. Vor dem Hintergrund ähnlich rascher Anstiege während des Eem-Interglazials vor 120.000 Jahren sind solche Abschätzungen realistisch.

#### Nach dem sechsten Sachstandsbericht veröffentlichte Projektionen
In eine Studie aus dem Jahr 2022 wurde im Rahmen eines neuartigen Ansatzes vorhergesagt, dass schon das Andauern der in den Jahren 2000–2019 vorliegenden klimatischen Verhältnisse zu einem Masseverlust des grönländischen Eisschildes führen würde, der einem Meeresspiegelanstieg um ca. 2,74 m entspricht. Allerdings gibt die Studie keine Auskunft darüber, in welchem Zeitraum dieser Anstieg stattfinden wird. Der Hauptautor der Studie, Jason Box, kritisiert, dass aktuelle Schmelz-Modelle einige wichtige Faktoren unberücksichtigt lassen. Dies sind: Unter Wasser stattfindende Schmelzprozesse, die beobachtete Änderung der Albedo der Oberfläche der Eismassen, den Wärmeeintrag in die Eismassen durch eindringendes Schmelzwasser und die Verringerung der Reibung der Auflage der Eisflächen durch unter die Gletschermassen gelangtes Schmelzwasser.

### Nach dem 22. Jahrhundert
Die thermische Ausdehnung wird durch die selbstständige Erwärmung des Tiefenwassers weiter vorangetrieben, die ihre Ursache in der Vermischung von warmem Oberflächenwasser mit kühlerem Wasser aus tieferen Schichten hat. Auch wenn wirksamer Klimaschutz dazu beiträgt, die Lufttemperaturen zu stabilisieren, muss für die Ozeane ein verzögert einsetzender Stopp der Temperatursteigerungen von mehreren Jahrhunderten angenommen werden, innerhalb derer nichts an der thermischen Komponente der Meeresspiegelerhöhung geändert werden kann.
Seit der zweiten Hälfte der 2010er Jahre gilt es zudem als wahrscheinlich, dass der Westantarktische Eisschild mit dem Thwaites-Gletscher bereits destabilisiert ist. Sollte dies tatsächlich der Fall sein, würde dies bedeuten, dass über die nächsten Jahrhunderte alleine durch das Abschmelzen der dortigen Gletscher ein sicherer Meeresspiegelanstieg von ca. 3 m auftreten wird.
In einem Klimaschutz-Szenario mit niedrigen Treibhausgasemissionen könnte der Meeresspiegel bis 2300 um 0,3–3,1 m gegenüber 1995–2014 ansteigen; das obere Ende dieses Bereichs könnte bei einem beschleunigten Schmelzen der Eisschilde eintreten. In einem fossil befeuertem Emissionsszenario ist mit einem Anstieg um 1,7–6,8 m zu rechnen; nimmt man die Möglichkeit der Marine Ice Cliff Instability (MICI) des Antarktischen Eisschildes hinzu, über die tiefgreifende Unsicherheit besteht, könnten es bis zu 16 m werden.
Die Erderwärmung wird den Meeresspiegel über viele tausend Jahre weiter ansteigen lassen. In diesen Zeiträumen liefern die Eisschilde den größten Beitrag zum Anstieg; die Wärmeausdehnung wird sich ca. 2000 Jahre nach dem Ende der Treibhausgasemissionen umkehren. Wird die Erwärmung der Erde auf 2 °C im Maximum begrenzt, deuten die wenigen verfügbaren Studien mit mittlerer Übereinstimmung auf 2–6 m Meeresspiegelanstieg über die nächsten 2000 Jahre, bei bis zu 5 °C Erwärmung auf 19–22 m; über 10.000 Jahre: 8–13 m bei bis zu 2 °C, 28–37 m bei bis zu 5 °C. Temperaturen und Meeresspiegel während vergangener, mehrere tausend Jahre anhaltender warmer Klimaperioden sind ein Indikator, welcher Meeresspiegel sich langfristig im Gleichgewicht einstellen würde. siehe Abschnitt #Erdgeschichtlicher Rückblick.

### Bei vollständigem Abschmelzen des Inland- und Gletschereises
Eine weitgehend eisfreie Erde, wie es sie im frühen Eozän vor etwa 50 Mio. Jahren gab, hätte einen 70–76 m höheren Meeresspiegel zur Folge. Solche Bedingungen könnten langfristig bei einer globalen Erwärmung um 7 bis 13 °C eintreten.
Das vollständige Abschmelzen des Grönländischen Eisschildes würde den Meeresspiegel um etwa 7,3 m anheben. Etwa um denselben Betrag würde ein Abschmelzen des gleichfalls mit Grönland als prinzipiell instabil geltenden Westantarktischen Eisschilds die Weltmeere ansteigen lassen. Die gut 25 Millionen km³ Eis der gesamten Antarktis würden gar zu einer Erhöhung von um die 58 m führen. Zusätzliche regionale Effekte ergäben sich durch die Veränderung der Gravitation. Gegenwärtig zieht das antarktische Eis durch seine eigene Schwerkraft Meerwasser an, sodass der Meeresspiegel auf der Südhalbkugel höher liegt. Mit der Abnahme des antarktischen Eises würde auch dessen Schwerkraft abnehmen und dementsprechend weniger Wasser angezogen. Durch die resultierende Verlagerung von Meerwasser nach Norden stiege der Meeresspiegel auf der Nordhalbkugel stärker, als dies alleine durch Schmelzwasser und Ozeanerwärmung der Fall wäre.
Die weltweit knapp 160.000 Gletscher beinhalten mit einem Volumen von 80.000 km³ so viel Wasser, um bei vollständigem Abschmelzen den Meeresspiegel um 24 cm steigen zu lassen. Eine ähnliche Größe weisen die polaren Plateaugletscher abseits der Eismassen Grönlands und des antarktischen Festlands auf (100.000 km³) und könnten so den Meeresspiegel 27 cm steigen lassen. Die thermische Ausdehnung trägt pro Grad Erwärmung mit 20 bis 40 cm zum Anstieg des Meeresspiegels bei.

## Betroffene Regionen

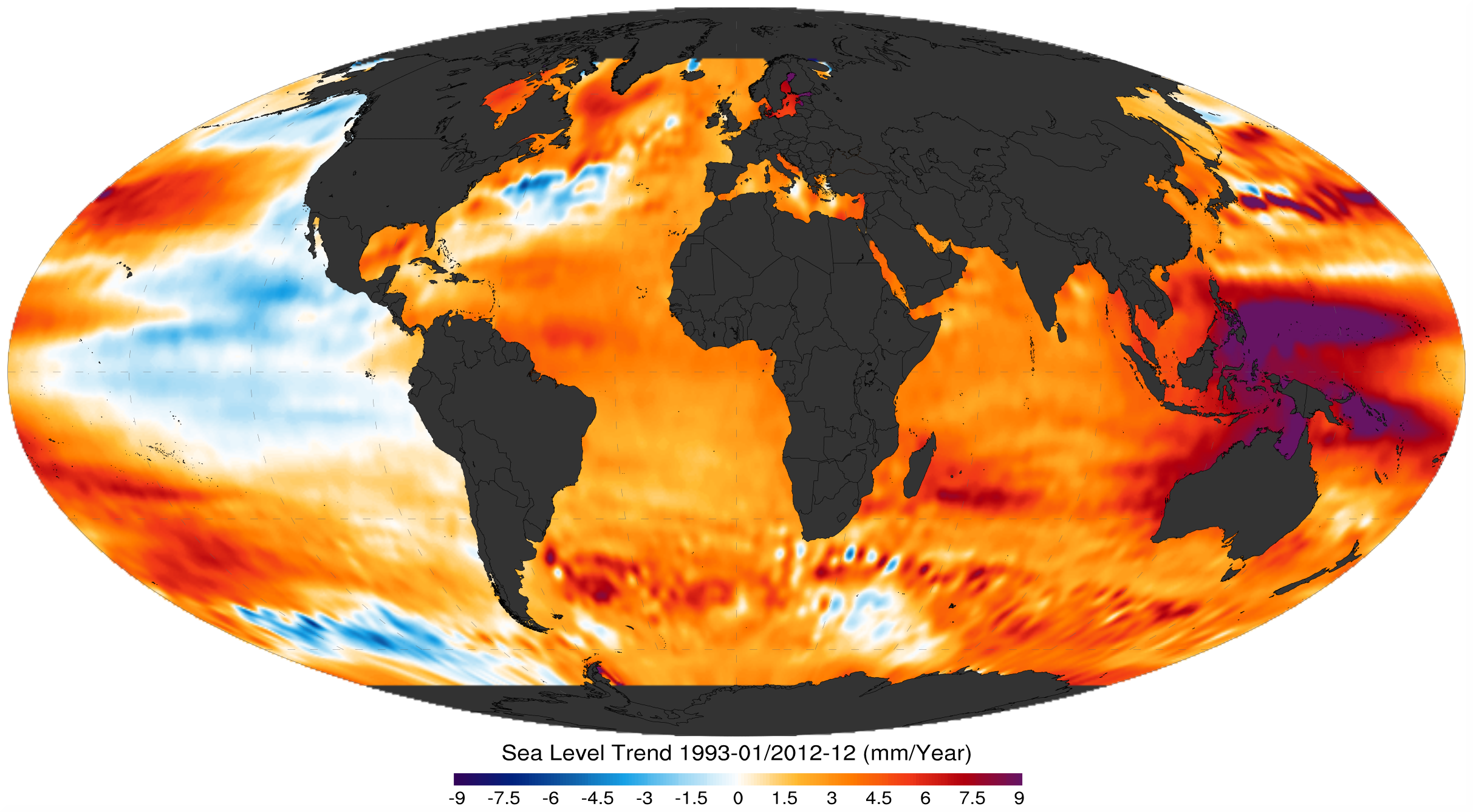
Regionale Verteilung des Meeresspiegelanstiegs von 1993 bis 2012: Daten der NOAA, Messung mittels Satelliten

Die Erhöhung des Meeresspiegels bringt besondere Gefahren und existentielle Risiken mit sich für Küstenregionen und -städte, insbesondere Inseln und Inselgruppen (z. B. Marshallinseln, Tangier (Virginia), Tuvalu) und Flussdeltas – mit den entsprechenden Konsequenzen für ihre Bewohner; die Effekte lassen sich grob in fünf Kategorien einordnen:
- Erosion von Stränden und Steilküsten
- erhöhte Flut- und Sturmschäden
- Überschwemmung von tiefer gelegenen Gebieten
- erhöhter Grundwasserspiegel und
- Eindringen von Salz in Grund- und Oberflächenwasser (Salzwasserintrusion).[39]

Zu den Ländern, die durch einen Anstieg des Meeresspiegels am stärksten gefährdet sind, gehören Bangladesch, Ägypten, Pakistan, Malediven, Indonesien und Thailand, die alle eine große und relativ arme Bevölkerung aufweisen. So leben z. B. in Ägypten rund 16 % der Bevölkerung (ca. 12 Mio. Menschen) in einem Gebiet, das schon bei einem Anstieg des Meeresspiegels von 50 cm überflutet werden würde, und in Bangladesch wohnen über 10 Mio. Menschen nicht höher als 1 m über dem Meeresspiegel. Bei einem Meeresspiegelanstieg von 100 cm müssten nicht nur sie, sondern insgesamt 70 Mio. Menschen in Bangladesch umgesiedelt werden, wenn das Land nicht in Küstenschutzmaßnahmen investiert. Außerdem würde sich durch den Landverlust und die Erhöhung des Salzgehaltes im Boden die Reisernte halbieren.

### Kleine Inseln
Besonders einige kleine Länder im Pazifischen Ozean müssen fürchten, dass sie aufgrund ihrer sehr geringen Höhe in den nächsten Dekaden im Meer versinken, falls der Anstieg sich nicht verlangsamt. Die Inselgruppe Tuvalu ist in diesem Zusammenhang populär geworden, denn ihr höchster Punkt liegt nur 5 m über dem Meeresspiegel und sie gilt deshalb als besonders verwundbar. Der im August 2015 in Deutschland veröffentlichte Dokumentarfilm ThuleTuvalu behandelt die Folgen der globalen Erwärmung mit dem Anstieg des Meeresspiegels für die Menschen auf Tuvalu und in Qaanaaq („Thule“, auf Grönland).
Im Falle der Atolle muss allerdings auch die Anlagerung von Korallenbruch und Sand betrachtet werden, die bereits messbar bei der Mehrzahl pazifischer Inseln zu einem Zugewinn der Landfläche – trotz Meeresspiegelanstiegs – geführt hat. Beispiel Funamanu: Von 1950 bis 2010 wuchs die Insel um 0,44 ha – fast 30 % ihrer Ausgangsgröße.
Kleine Inseln sind aber nicht nur durch den Meeresspiegelanstieg selbst und durch damit verbundene Sturmfluten in Gefahr, sondern zusätzlich durch weitere Folgen der globalen Erwärmung: intensivere tropische Wirbelstürme, Dürren, veränderte Niederschlagsmuster und Korallenbleichen. Selbst wenn die Treibhausgasemissionen deutlich verringert werden, bedroht die Kombination der Risiken die Bewohnbarkeit kleiner Inseln – insbesondere, wenn Korallenriffe wesentliche Existenzgrundlage der Bevölkerung sind.

### Deutsche Küsten und Inseln

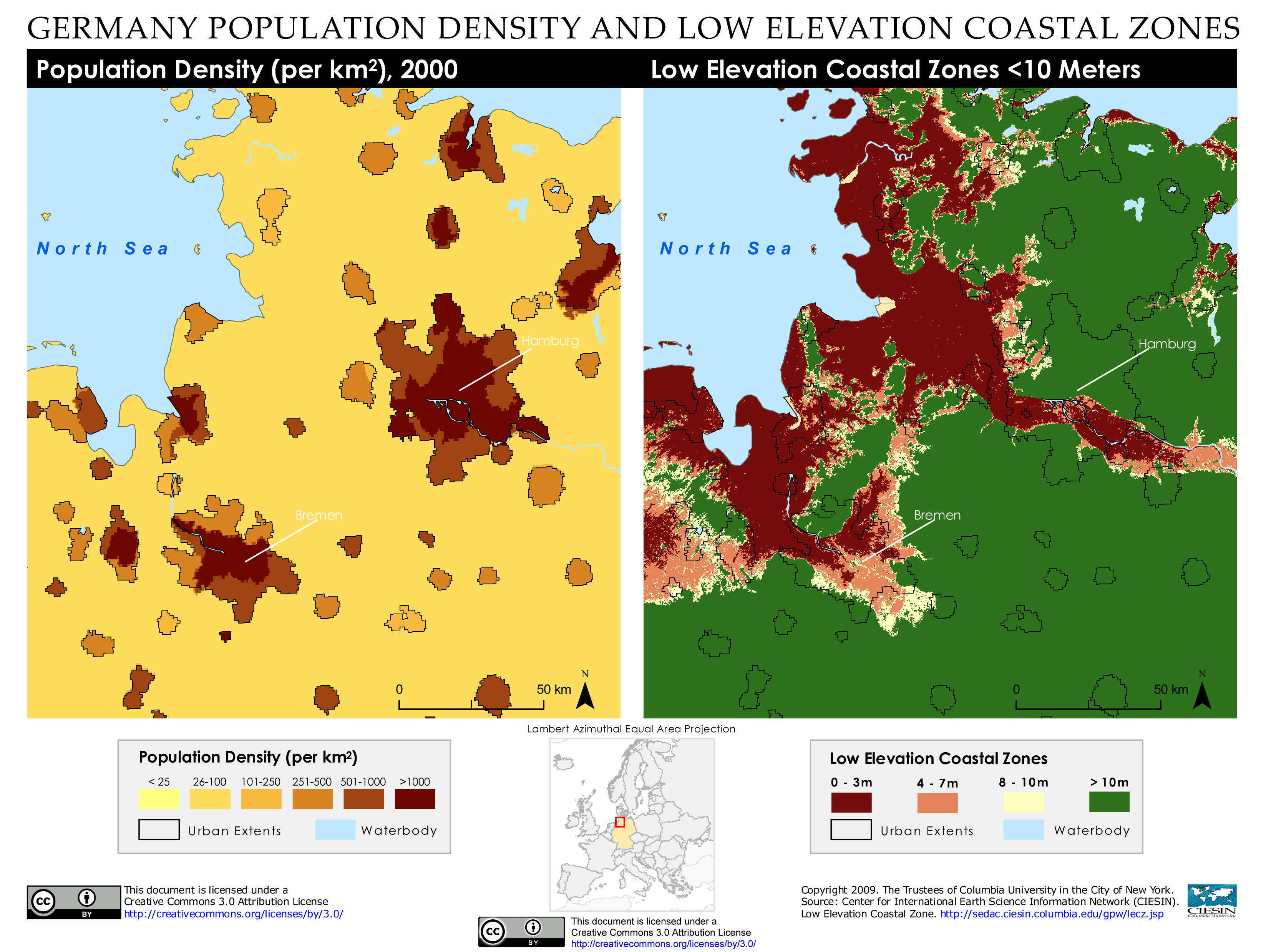
Bevölkerungsdichte und Höhe über dem Meeresspiegel rund um die deutsche Nordsee. Hamburg und Bremen sind besonders anfällig für den Anstieg des Meeresspiegels

An den deutschen Küsten ist der Meeresspiegel in den vergangenen 100 Jahren etwa in dem gleichen Ausmaß angestiegen wie global. Auch an den deutschen Küsten ist mit einer Beschleunigung zu rechnen. Ob der Meeresboden des Wattenmeers mit dem Meeresspiegel mitwachsen kann, ist ungeklärt; ab einer kritischen Anstiegsrate ist das wahrscheinlich nicht mehr der Fall. In der Ostsee spielen für die Geschwindigkeit des Meeresspiegelanstieg auch regionale Einflüsse eine größere Rolle. Sowohl für die Nord- als auch die Ostsee wird erwartet, dass der Meeresspiegel mindestens mit der globalen Rate ansteigt. Ein Anstieg um deutlich mehr als einen Meter bis 2100 ist möglich, insbesondere bei weiter hohen Treibhausgasemissionen.
Sturmfluten sind in der Nordsee bereits jetzt höher und häufiger als noch vor einigen Jahrzehnten. Ihre Häufigkeit und Auflaufhöhe wird mit steigendem Meeresspiegel wahrscheinlich zunehmen, möglicherweise auch infolge sich ändernder Windmuster. Je öfter heftige Sturmfluten auf die Küste treffen, desto größer sind die Schäden und es wird immer mehr Sand immer schneller weggespült. Mit teuren technischen Maßnahmen, zum Beispiel Aufspülungen oder Sandvorspülungen, versuchen Einwohner der Ostfriesischen Inseln, die schlimmen Folgen von Meeresspiegelanstieg und Sturmfluten abzumildern.
Ebenfalls betroffen sind die auf Meereshöhe liegenden Halligen der deutschen Nordsee, die Ostfriesischen Inseln und die Nordfriesischen Inseln, die langfristig in ihrer Existenz gefährdet sind. Die Ostfriesischen Inseln und die Nordfriesischen Inseln liegen nur wenige Meter über Normalhöhennull. Forscher warnen, dass Borkum, Juist, Norderney, Spiekeroog und Langeoog sowie große Gebiete von Föhr irgendwann überflutet werden könnten.

## Direkte Bedrohung und Gegenmaßnahmen
Ohne Gegenmaßnahmen würden bei einem Anstieg des Meeresspiegels um 1 m weltweit 150.000 km² Landesfläche dauerhaft überschwemmt werden, davon 62.000 km² küstennaher Feuchtgebiete. 180 Mio. Menschen wären betroffen und 1,1 Billionen Dollar an zerstörtem Besitz wären zu erwarten (bei heutigem Bevölkerungs- und Besitzstand). Nach Angaben der OECD erhöht sich bis 2070 die Zahl der Personen in küstennahen Millionenstädten, die von einem statistisch einmal in hundert Jahren vorkommenden Flutereignis bedroht sind, von etwa 40 Mio. Menschen im Jahr 2005 auf dann 150 Mio. Dies gilt für eine angenommene Erhöhung des Meeresspiegels um 0,5 m. Während das Risiko an wirtschaftlichen Folgeschäden in den 136 untersuchten Hafenstädten gegenwärtig bei 3 Billionen Dollar liegt, dürfte sich dieser Wert in den kommenden 60 Jahren auf 35 Billionen Dollar mehr als verzehnfachen, während Küstenschutzmaßnahmen dieses Risiko natürlich erheblich verringern können.
Im Oktober 2019 wurde in der Fachzeitschrift Nature Communications eine Studie mit verbesserter Datenanalyse veröffentlicht, die besagt, dass die Zahl der Menschen, die während des 21. Jahrhunderts vom Anstieg des Meeresspiegels betroffen sein werden, dreimal so hoch ist wie bisher angenommen. Bis zum Jahr 2050 könnten 300 Mio. Menschen durchschnittlich einmal im Jahr von Überflutungen betroffen sein. Ein großer Teil der Betroffenen wird in Küstengebieten der asiatischen Länder China, Bangladesch, Indien, Indonesien, Thailand, Vietnam, Japan und den Philippinen leben. Doch auch die niedrig liegenden Regionen der Ostküste der USA und hier speziell Florida sind inzwischen von dieser Entwicklung betroffen. Die amerikanische Federal Emergency Management Agency (FEMA) hat vor mehr als dreißig Jahren einen Finanzierungsplan aufgelegt, wie mit Hilfe eines freiwilligen Programms zur Übernahme von Eigentum ein kontrollierter Rückzug zu erreichen ist. Seit 1989 hat die FEMA mehr als 40.000 Grundstücke aufgekauft.

## Satellitenbeobachtung
Seit den frühen 1960er Jahren werden Wetter- und Erdbeobachtungssatelliten zur Untersuchung meteorologischer Vorgänge eingesetzt und haben die Möglichkeiten der Wetter- und Klimaforschung erheblich verbessert. Im Jahr 1992 begann mit dem Satelliten TOPEX/Poseidon die Satellitenaltimetrie – die satellitengestützte Messung des Meeresspiegels.
Andere Satelliten liefern Daten über Temperaturen und das Eis der Erde, mit denen sich die Beiträge der wichtigsten Prozesse zum Meeresspiegelanstieg abschätzen lassen: CHAMP sammelte von Juli 2000 bis September 2010 präzise Informationen über globale Temperatur- und Wasserdampfverteilungen.
Das Nachfolgeprojekt GRACE (Gravity Recovery and Climate Experiment) liefert seit Mai 2006 präzise Informationen über globale Temperatur- und Wasserdampfverteilungen. Die Messdaten ermöglichten den Nachweis, dass sich die Antarktis-Eismasse innerhalb von 3 Jahren um ca. 150 km³ verringert hat, was den Meeresspiegel um 0,4 mm pro Jahr steigen ließ.
Von Januar 2003 bis Oktober 2009 maß ICESat (Ice, Cloud and Land Elevation Satellite) Eispanzerdicken (auch Meereis), deren Veränderung, Höhenprofile von Wolken und Aerosolen sowie die Höhe von Vegetation. Zur Messung verwendete der Satellit Lasertechnik. Der Nachfolgesatelliten ICESat-2 wurde im September 2018 gestartet.